# Квасний Захар Андрійович
Заха́р Андрі́йович Квасни́й (13 серпня 1999, с. Руда, Кам'янець-Подільський район, Хмельницька область, Україна — 25 лютого 2022, поблизу м. Ірпінь, Київська область, Україна) — лейтенант, командир інженерно-саперного взводу 70-го центру інженерного забезпечення Збройних сил України, учасник російсько-української війни, що загинув у ході російського вторгнення в Україну в 2022 році.

## Життєпис
Народився 13 серпня 1999 року у селі Руда Кам'янець-Подільський району Хмельницької області.
Навчався в Кам'янець-Подільському НВК № 3.
В 2014 році, у віці 14 років, твердо вирішив стати військовим. Закінчив Кам'янець-Подільський ліцей з посиленою військово-фізичною підготовкою.
Військову освіту здобув в НАСВ імені гетьмана Петра Сагайдачного.
В 2021 році прийняв командування інженерно-саперним взводом 70-го центру інженерного забезпечення.
Був відряджений в один із підрозділів Сухопутних військ ЗС України для виконання бойового завдання в передмісті м. Києва. 25 лютого 2022 року, після виконання поставленого завдання з підриву мосту, щоб заблокувати прохід колоні окупантів в районі міста Ірпеня, взвод інженерних загороджень був атакований військами російської федерації. Внаслідок цього, до вказаного місця збору групи, він не повернувся.
Залишилися мати, брат та наречена.
Похований у м. Кам'янець-Подільському на Алеї Слави міського кладовища.

## Нагороди
- орден «За мужність» III ступеня (2022, посмертно) — за особисту мужність і самовіддані дії, виявлені у захисті державного суверенітету та територіальної цілісності України, вірність військовій присязі.